# The Week
The Week — еженедельный новостной журнал, выходящий в Великобритании и Соединённых Штатах. Британское издание публикуется с 1995 года, а американское — с 2001-го. С 2008 года выходила австралийская версия журнала, которая была упразднена в 2012-м. Помимо этого, в Великобритании и США издаётся отдельная, детская версия журнала под названием The Week Junior.
Содержание журнала по большей части состоит из кратких новостных обзоров и колонок с мнениями, опубликованных другими СМИ на текущей неделе, а также публикаций левого толка. Некоторые колонки основаны на статьях в иностранной прессе, которые первоначально были опубликованы не на английском языке.

## История
The Week был основан Джолионом Коннеллом (ранее работавшим в The Sunday Telegraph) в 1995 году. В апреле 2001 года начала выходить американская версия издания, а в октябре 2008-го — австралийская. Публикацией британского издания занимается компания Dennis Publishing, основанная Феликсом Деннисом; выпуском американского занимается The Week Publications.
С ноября 2015 года начала выходить детская версия журнала, The Week Junior (в Британии с 2015 года, в США с 2020-го), ориентированная на детей в возрасте от 8 до 14 лет.
Австралийская версия The Week публиковалась с 2008 года, однако была упразднена в 2012-м из-за низких рейтингов. Последний, 199-й, выпуск был опубликован 12 октября 2012 года. Перед закрытием тираж журнала составлял 28 000 экземпляров в неделю, а аудитория — 83 000 читателей.
В 2021 году компания Future plc приобрела издательство Dennis Publishing и несколько его журналов, включая The Week. В том же году американский офис The Week отпраздновал своё двадцатилетие.
В сентябре 2007 года американское издание журнала запустило собственный веб-сайт. Вскоре то же самое сделали их британские коллеги. Оба веб-сайта отражают беспристрастные подход, охватывающий широкий спектр точек зрения. В 2017 году был запущен подкаст The Week Unwrapped, который был признан лучшим новостным подкастом на церемониях Publisher Podcast Awards в 2020 и 2021 годов.